# Aste (Saare)
Pour les articles homonymes, voir Aste.
Aste est un petit bourg de la commune de Saaremaa (jusqu'en octobre 2017 commune de Lääne-Saare) du comté de Saare en Estonie.
Au 31 décembre 2011, il comptait 401 habitants.